# Tuber melanosporum
Tuber melanosporum, được gọi là nấm cục đen, nấm cục Périgord hoặc nấm cục đen Pháp, là một loại nấm truffle có nguồn gốc từ Nam Âu. Đây là một trong những loại nấm ăn được đắt nhất thế giới.
Nhà tự nhiên học người Ý Carlo Vittadini đã mô tả nấm cục đen năm 1831.
Quả thể tròn, màu nâu sẫm có vỏ màu nâu đen với các đỉnh hình chóp nhỏ. Chúng có mùi thơm, mạnh và thường đạt kích thước lên tới 10 cm (3,9 in). Một số có thể lớn hơn đáng kể, chẳng hạn như nấm cục đen được tìm thấy năm 2012 ở Dordogne với khối lượng 1,277 kg.